# Jordan Pundik
Jordan Izaak Pundik (Englewood, 9 marzo 1979) è un cantante e chitarrista statunitense, membro fondatore del gruppo musicale New Found Glory.

## Carriera musicale
Pundik ha affermato che il nome del gruppo è stato creato da lui e Steve Klein nel 1997, quando lavoravano assieme in un ristorante della catena Red Lobster, traendo spunto dalla canzone intitolata A Newfound Interest in Massachusetts della band Get Up Kids. Per suonare il basso reclutarono l'amico Ian Grushka, con il quale avevano suonato in precedenza in una band chiamata Inner City Kids. Le prime prove dei New Found Glory si svolsero nel garage di Grushka, e in seguito chiamarono a suonare la batteria Joe "Taco Joe" Marino, mentre Chad Gilbert, ex-cantante degli Shai Hulud, venne ingaggiato per suonare la chitarra.
Pundik nella sua carriera ha collaborato con numerosi artisti, per esempio ha cantato in alcuni brani di Before Everything & After, disco pubblicato nel 2003 dagli MxPx, . Ha inoltre collaborato con band quali Say Anything, Set Your Goals, Midtown, Paramore e Relient K.
Nel 2012 ha fondato con Ethan Luck dei Relient K una band "suburban punk" chiamata Domestikated, con la quale ha pubblicato un EP intitolato 5 Minutes in Timeout!. In questo album, nella traccia What's His Name, presta la voce Hayley Williams, cantante dei Paramore.

## Discografia
con i New Found Glory

### Album in studio
- 1999 – Nothing Gold Can Stay
- 2000 – New Found Glory
- 2002 – Sticks and Stones
- 2004 – Catalyst
- 2006 – Coming Home
- 2009 – Not Without a Fight
- 2011 – Radiosurgery
- 2014 – Resurrection

con gli International Superheroes of Hardcore
- 2008: Takin' it Ova!

## Etichette
con i New Found Glory
- Fiddler Records (1997)
- Eulogy Records (1999)
- Drive-Thru Records/Geffen Records (2000 – 2007)
- Bridge 9 Records (2008 – 2009)
- Epitaph Records (2009 – 2014)
- Hopeless Records (2014 – present)